# Kostel svatého Osvalda (Milovice)
Kostel svatého Osvalda je římskokatolický chrám v obci Milovice v okrese Břeclav. Jednolodní kostel z konce 15. století byl barokně rozšířen zřejmě roku 1742. Je chráněn jako kulturní památka.
Jde o filiální kostel farnosti Mikulov na Moravě – sv. Václav. Dříve byl farním kostelem farnosti Milovice u Mikulova, která byla zrušena v roce 2024.

## Historie
Milovický kostel zasvěcený svatému Osvaldovi vznikl pravděpodobně již koncem 15. století. Byla to orientovaná stavba s nevelkou plochostropou lodí obdélného půdorysu a kněžištěm na východní straně. K západnímu průčelí přiléhala mohutná věž. Během třicetileté války byl zpustošen. Opraven a znovu vysvěcen byl roku 1672. Do současné podoby byl upraven údajně roku 1742, nebo snad již dříve, kolem poloviny 17. století. Během této přestavby došlo ke zboření kněžiště a následně k vybudování nové velké obdélné lodi, která navazovala na východní stranu původní lodi. Ta následně získala funkci kněžiště, tím došlo ke obrácení dispozice kostela. Nová i stará loď byly zaklenuty valenou klenbou.

## Popis
Kostel svatého Osvalda stojí v centru obce, uprostřed silnicové návsi. Jedná se o jednolodní západo-východně situovanou stavbu. Loď kostela obdélný půdorys, k její západní straně navazuje šikmo odsazené kněžiště obdélného půdorysu. K západnímu průčelí kněžiště přiléhá hranolová věž. Východní nároží lodi jsou zaoblená. V ose východního průčelí je umístěn vstup do kostela, nad ním se tyčí trojúhelníkový štít. Fasády kostela jsou členěné vpadlými výplněmi, nachází se v nich segmentově zakončená okna. V podvěží se nachází sakristie, krytá valenou klenbou. Loď i kněžiště jsou zaklenuty valenou klenbou se styčnými výsečemi. V jižní části kněžiště se nachází fragment pravděpodobně pozdně gotické nástěnné malby. Ve východní části lodi je umístěna hudební kruchta, nesená toskánskými pilíři.
V interiéru kostela se nachází retabulární hlavní oltář z doby okolo roku 1800, údajně pocházející ze zbořeného lednického kostela. Obsahuje novodobý obraz svatého Osvalda. V bočních koutech lodi stojí klasicistní retabulární oltáře se štukovými figurami svaté Barbory a Notburgy. V lodi je zavěšen klasicistní korunový lustr. Zvonice nese zvon „umíráček“ z roku 1831 od Karla Strechera z Brna.